# Sân bay Adolfo Suárez Madrid–Barajas
Sân bay quốc tế Madrid Barajas (IATA: MAD, ICAO: LEMD), tọa lạc tại đông bắc trung tâm Madrid (40°28′20″B 3°33′39″T / 40,47222°B 3,56083°T), là cửa ngõ hàng không quan trọng nhất của Tây Ban Nha. Sân bay được mở của năm 1928 và là một trong những trung tâm hàng không quan trọng nhất châu Âu. Sân bay này là cửa ngõ của bán đảo Iberia ra châu Âu và thế giới, đặc biệt là châu Mỹ. Năm 2010, sân bay này phục vụ 49,8 triệu lượt khách, là sân bay lớn nhất và bận rộn nhất quốc gia này còn năm 2009 sân bay Madrid là sân bay bận rộn thứ 11 thế giới và sân bay bận rộn thứ 4 châu Âu. Sân bay tọa lạc trong phạm vi ranh giới của thành phố Madrid, cự ly 9 km (5,6 mi) so với trung tâm tài chính Madrid và 13 km (8,1 mi) về phía đông bắc Puerta del Sol, trung tâm lịch sử Madrid. Sân bay lấy tên theo Barajas.

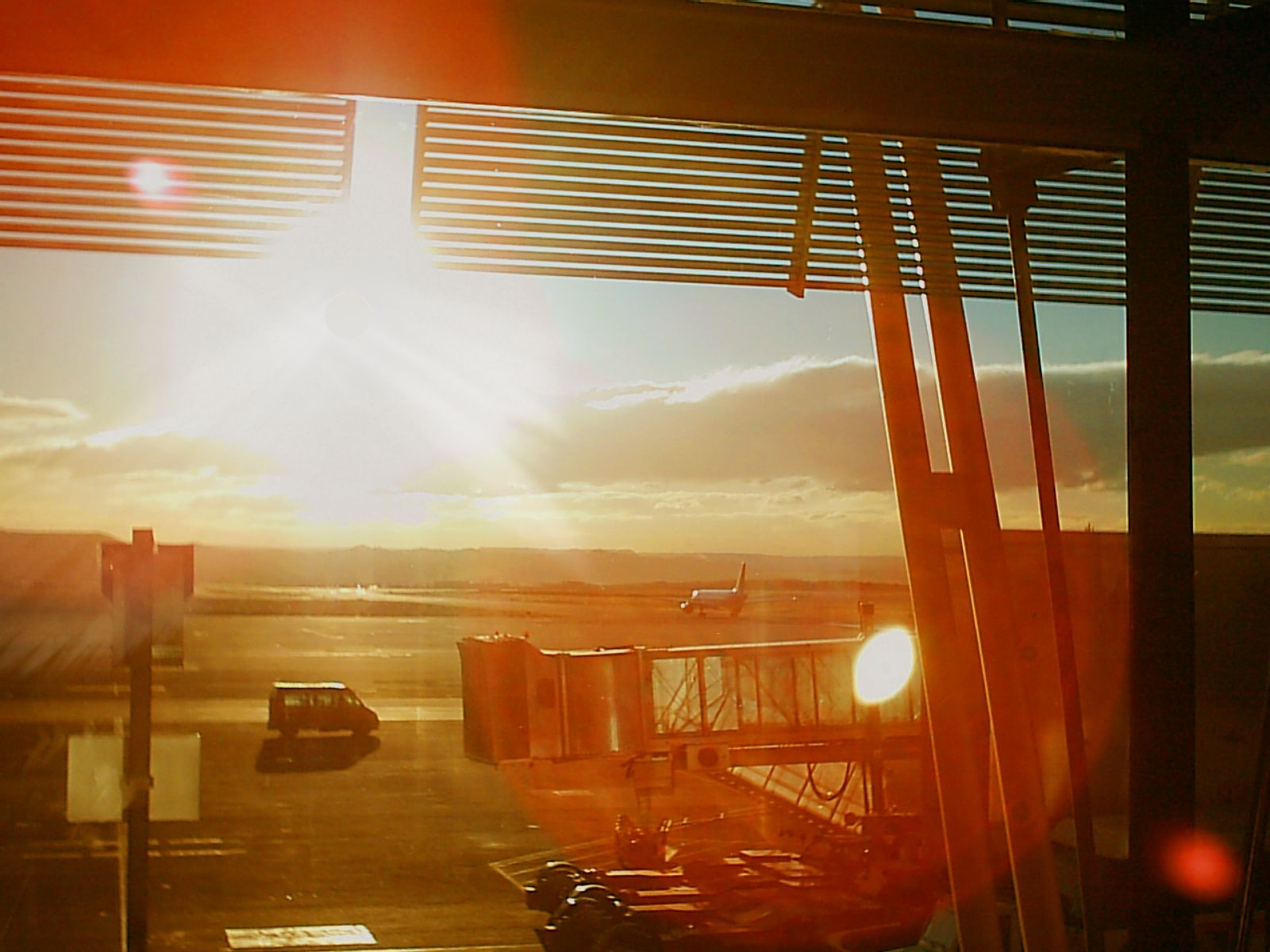
T4

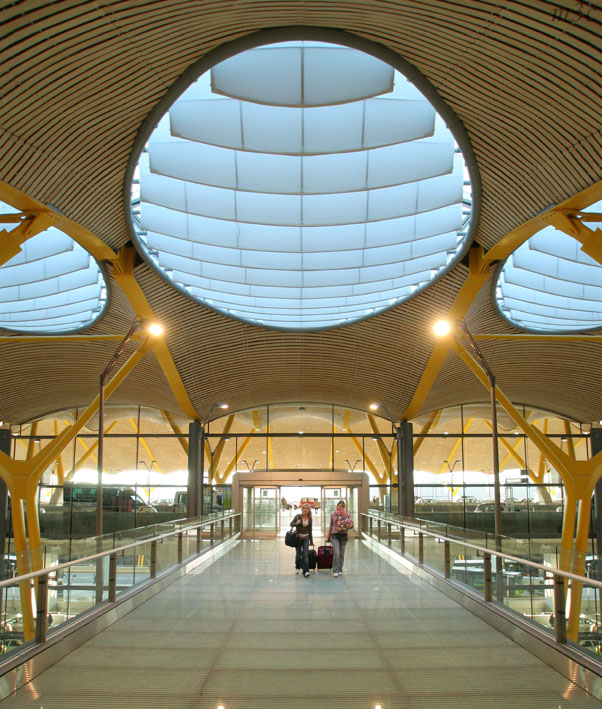
Cửa vào sảng đi T4

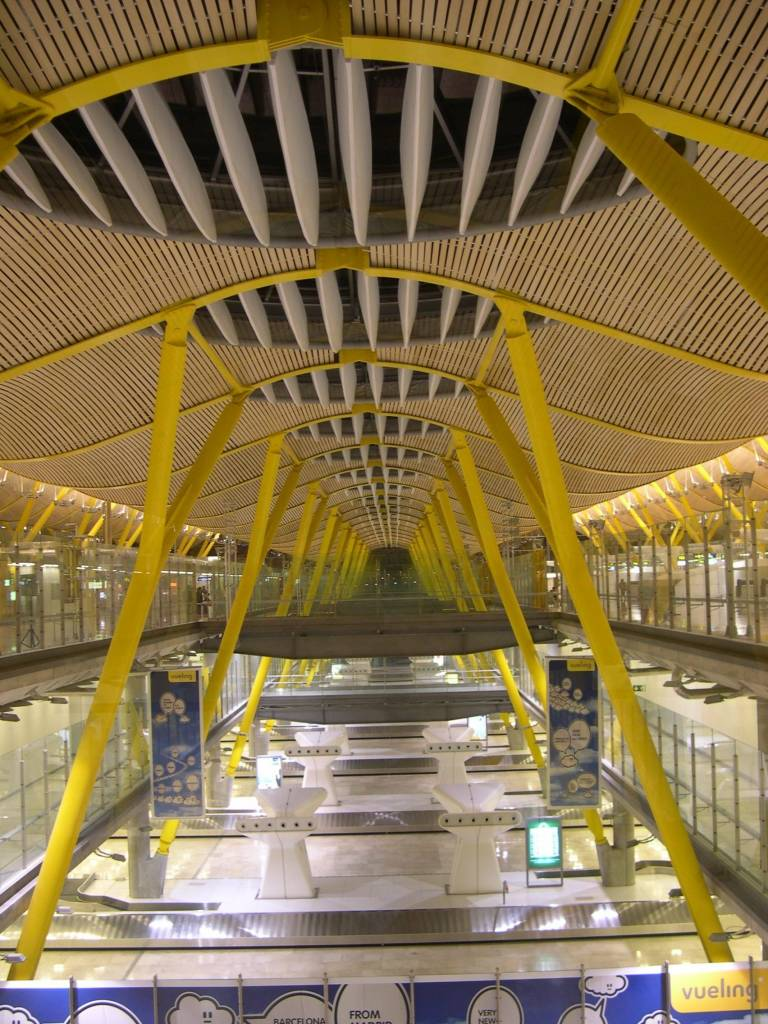
Băng chuyền hành lý T4

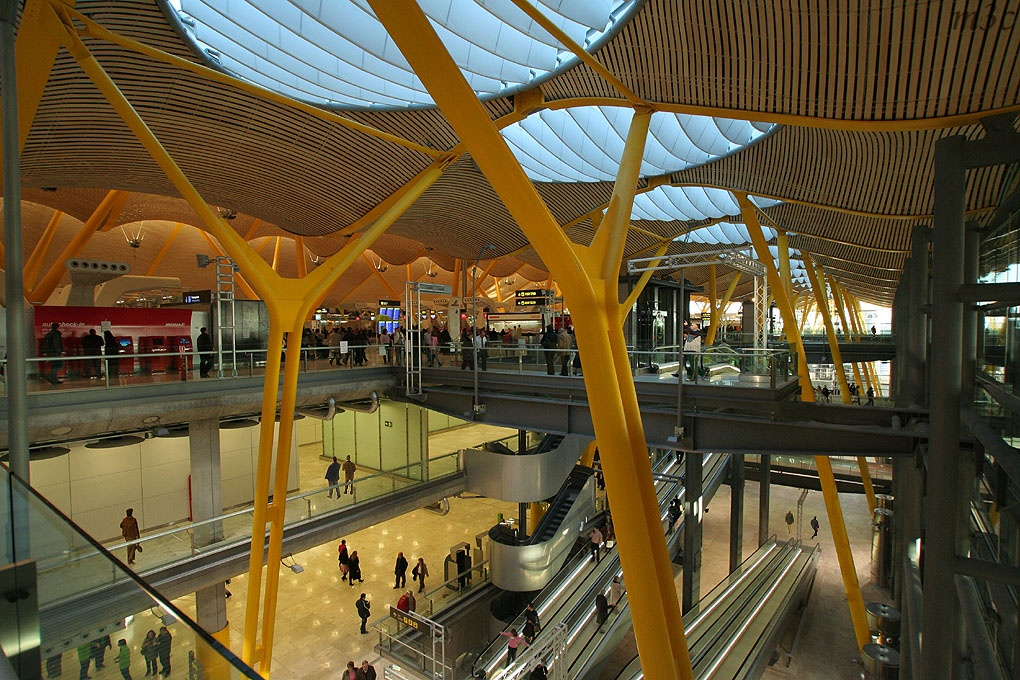
T4 - Lâu trên dành cho check-in, lầu dưới dành cho sản đến và nhà ga tàu điện ngầm)

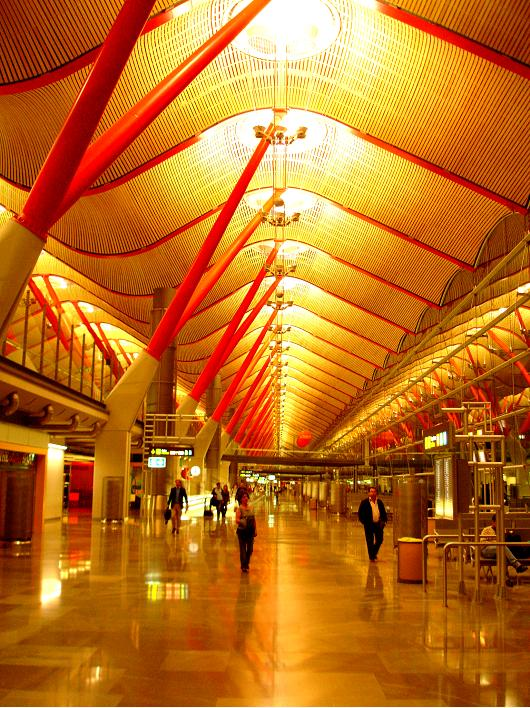
Nhà ga T4 mới

## Hãng hàng không và tuyến bay

### Hành khách

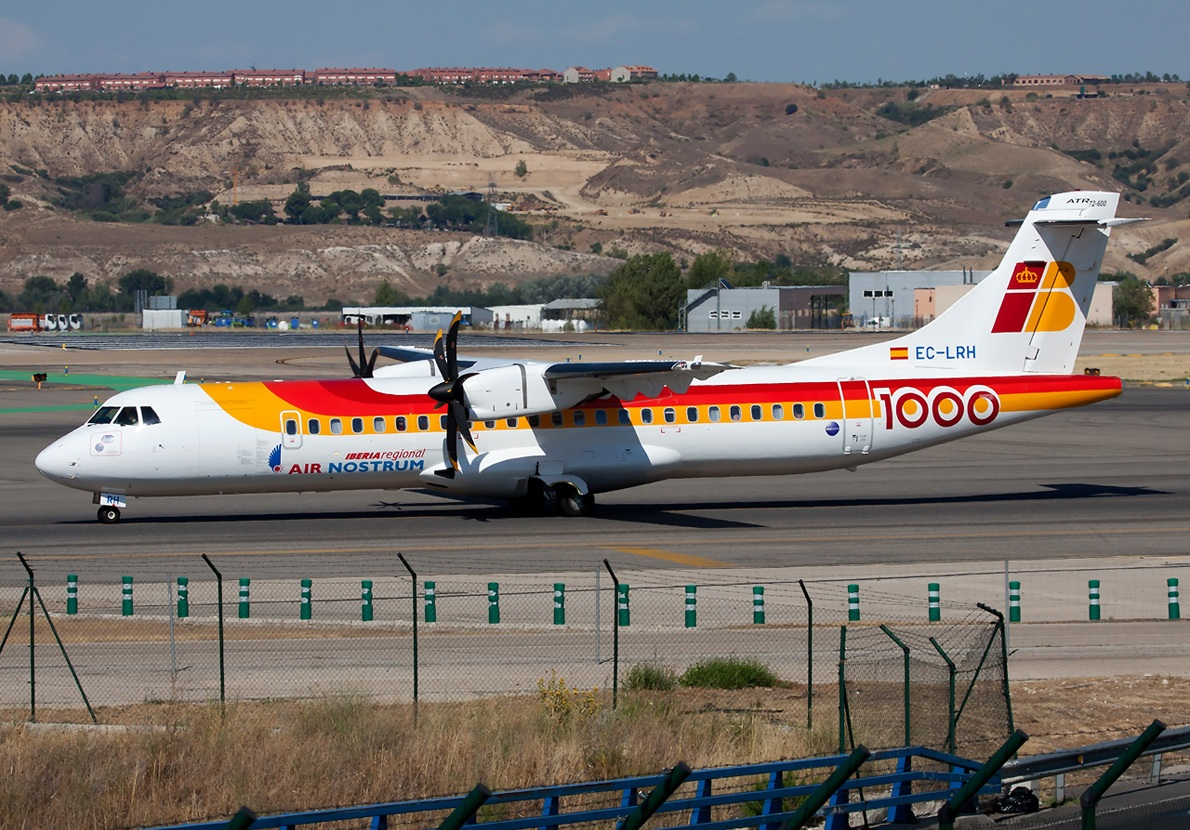
Air Nostrum ATR 72-600 đang đi trên đường lăn sân bay quốc tế Barajas Airport.

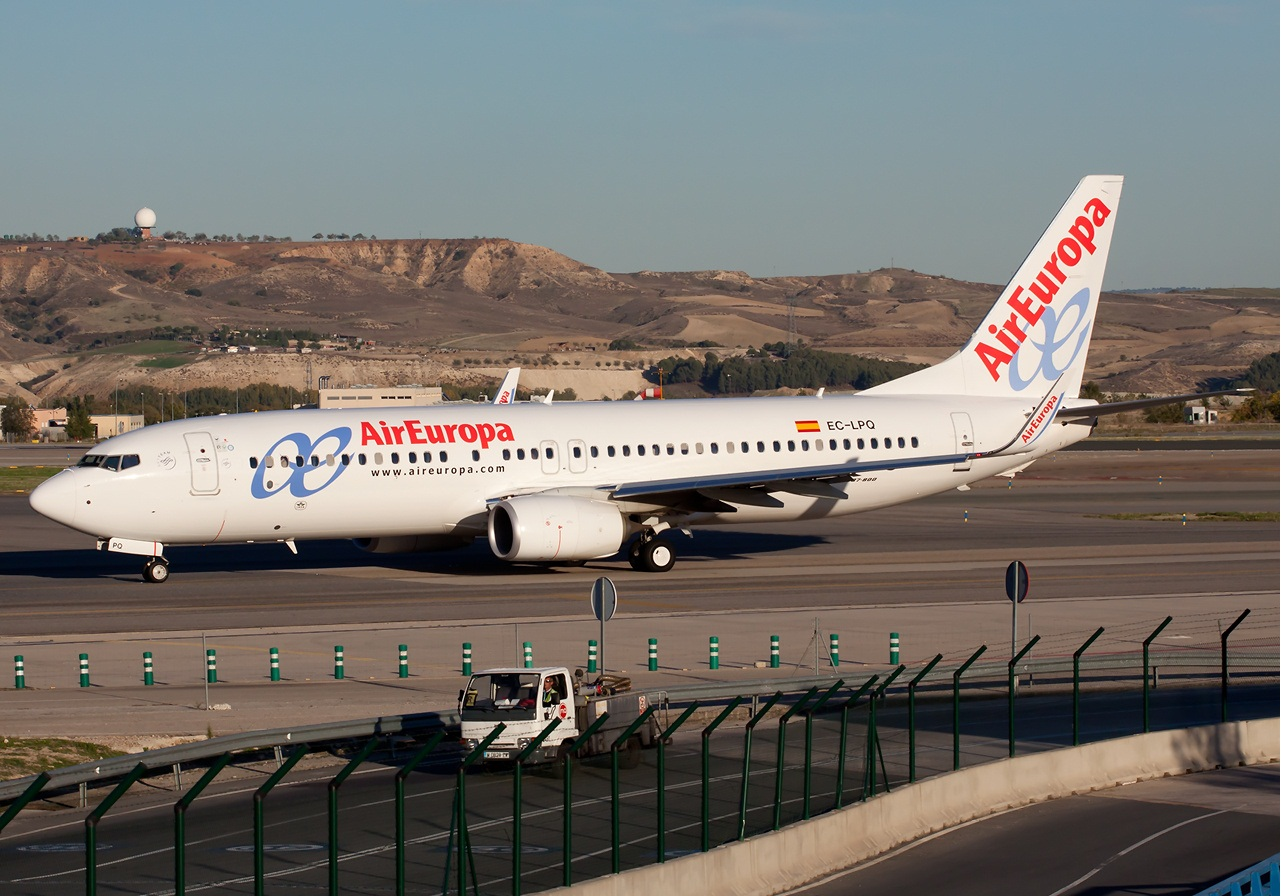
Air Europa Boeing 737-800 đang đi trên đường lăn sân bay quốc tế Barajas Airport.

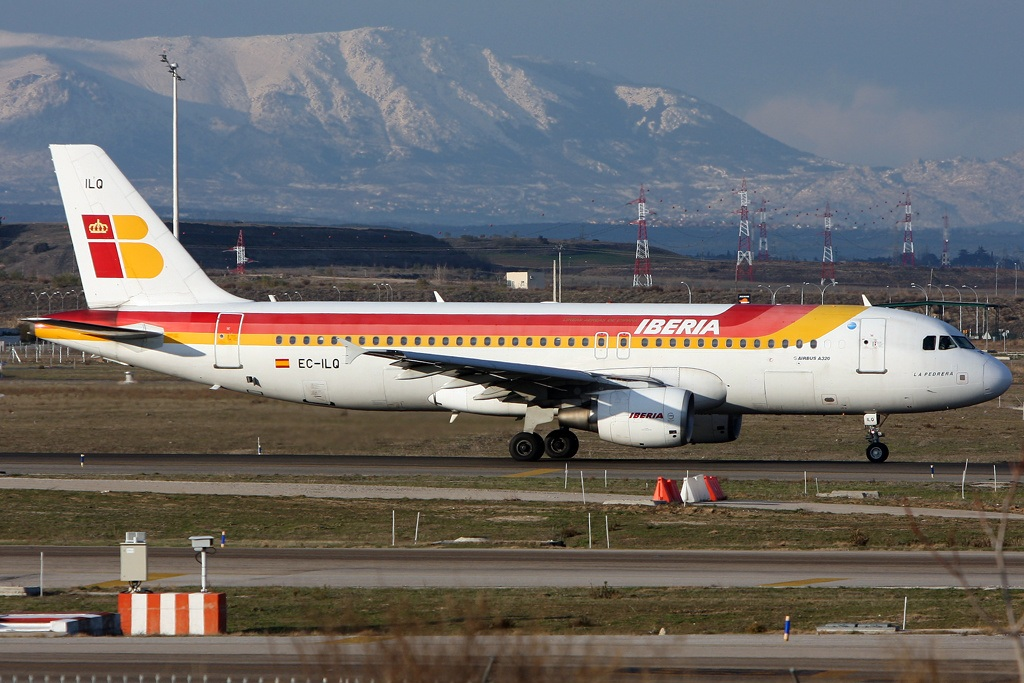
Iberia Airbus A320 đang đi trên đường lăn sân bay quốc tế Barajas Airport.

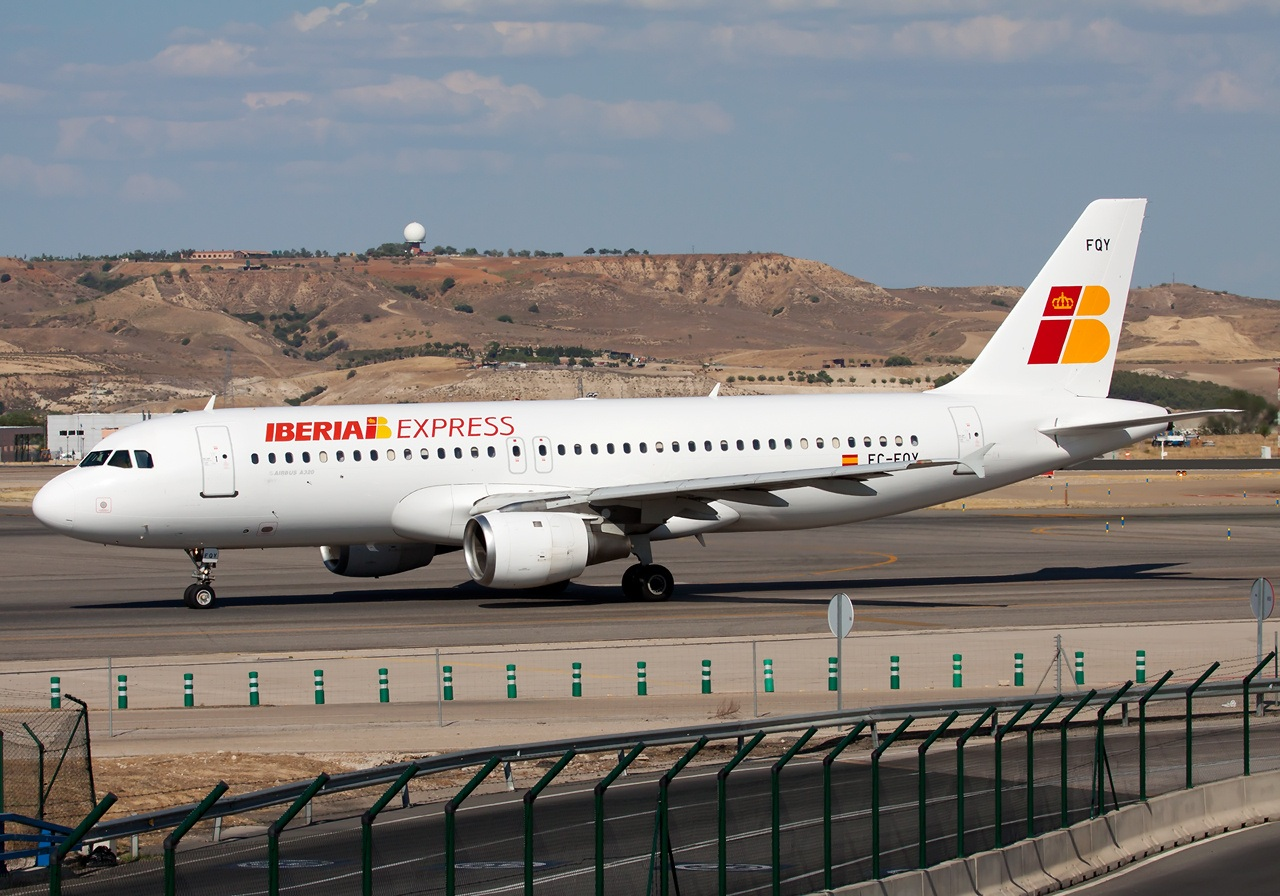
Iberia Express Airbus A320 đang đi trên đường lăn sân bay quốc tế Barajas Airport.

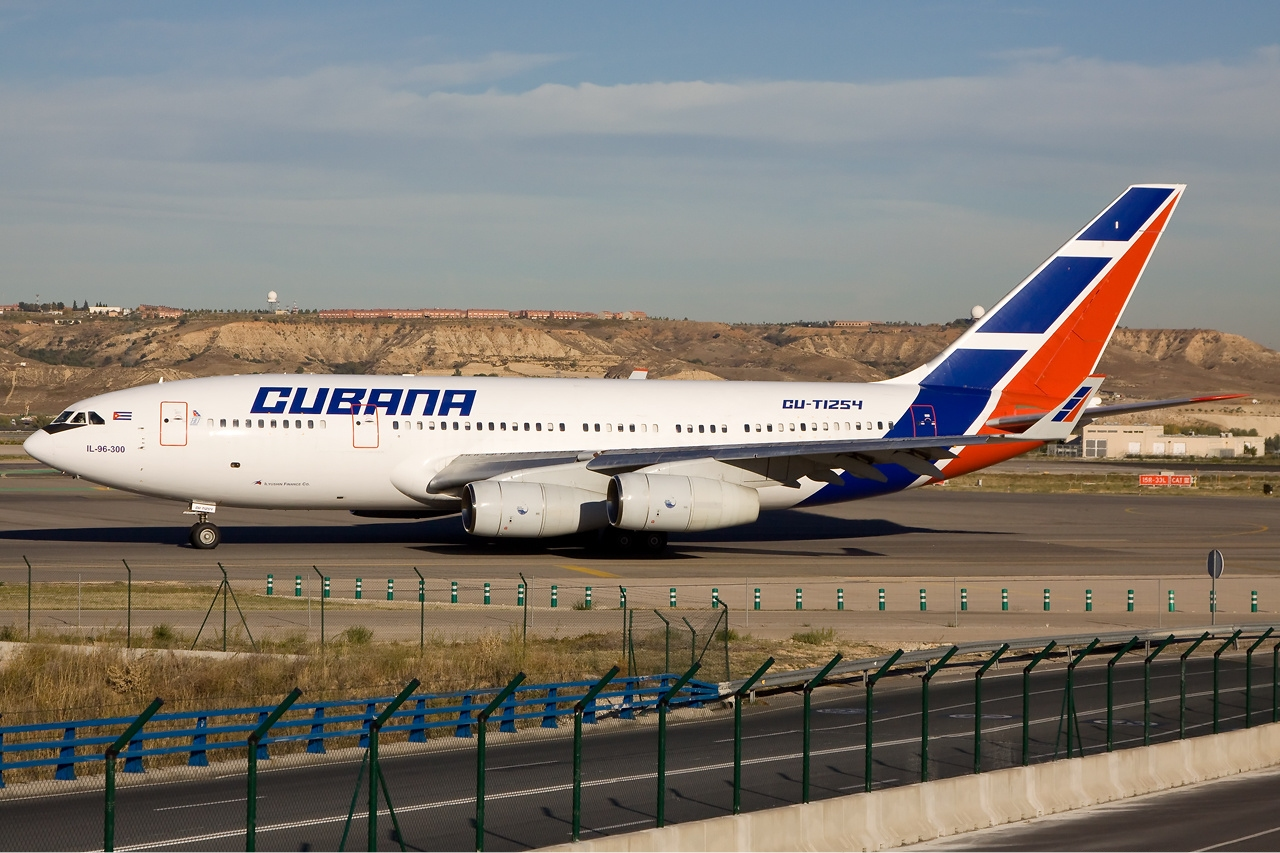
Cubana de Aviación Ilyushin Il-96 đang đi trên đường lăn sân bay quốc tế Barajas Airport.

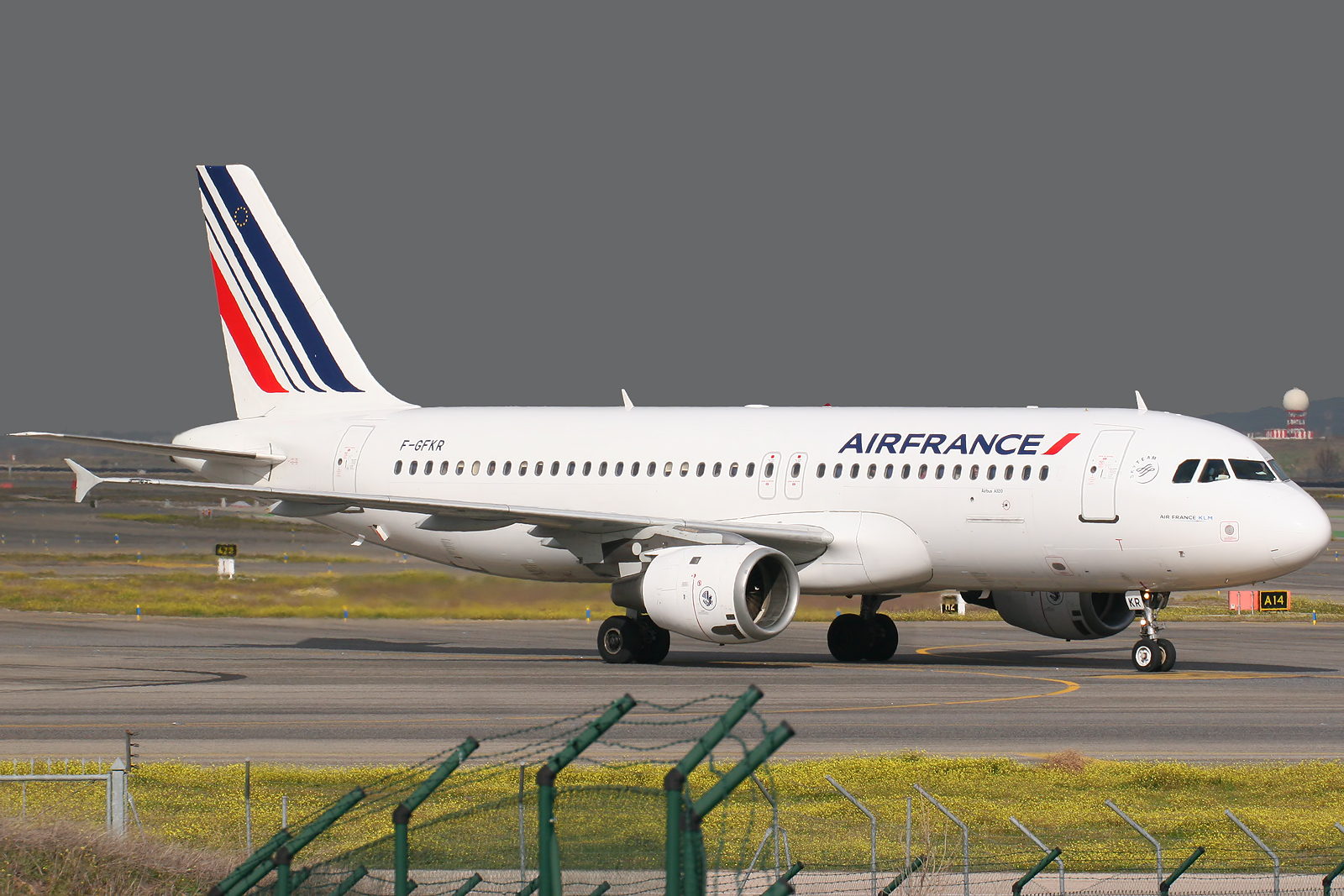
Air France Airbus A320 đang đi trên đường lăn sân bay quốc tế Barajas Airport.

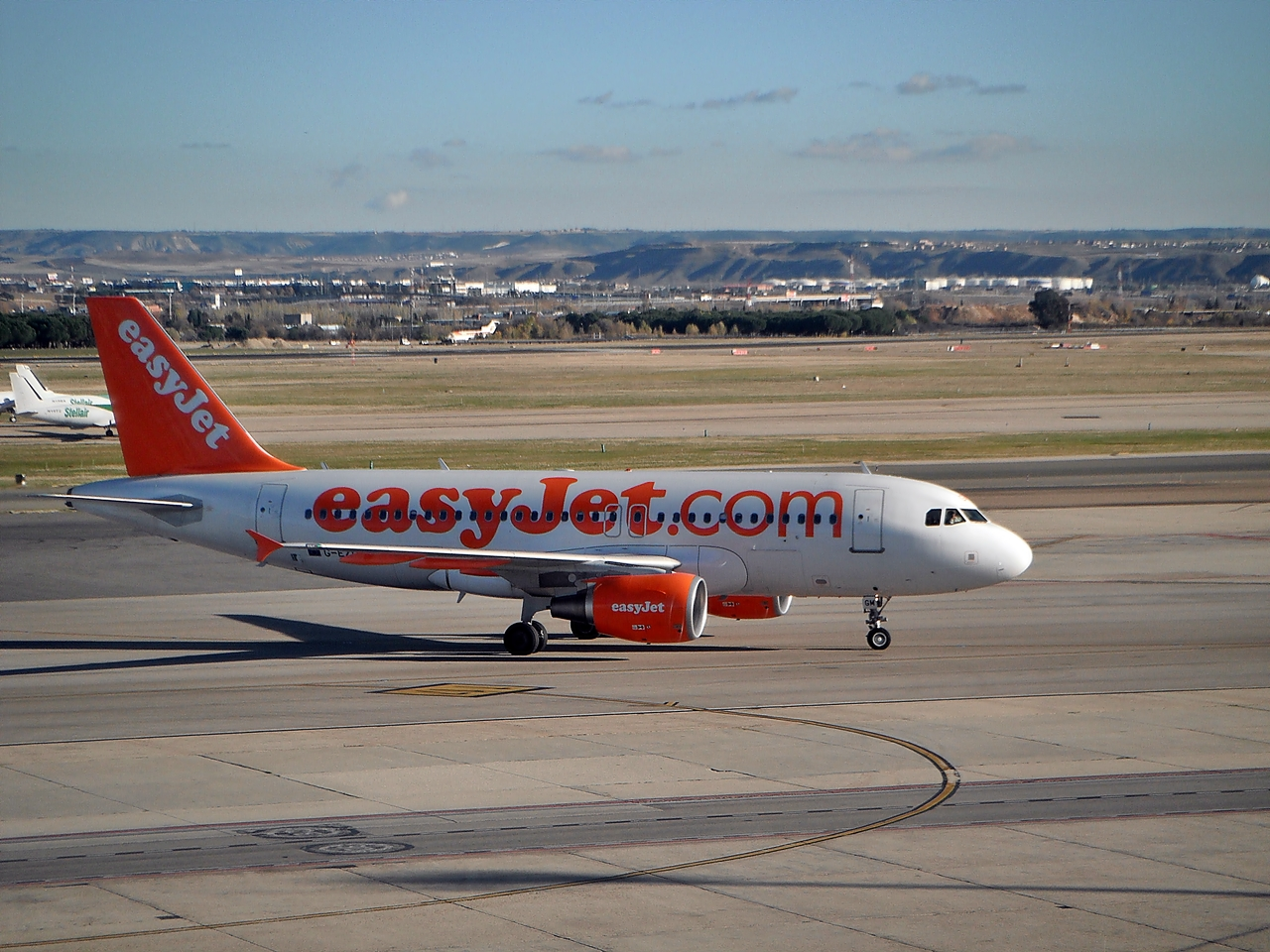
An EasyJet Airbus A319 tại sân bay Barajas

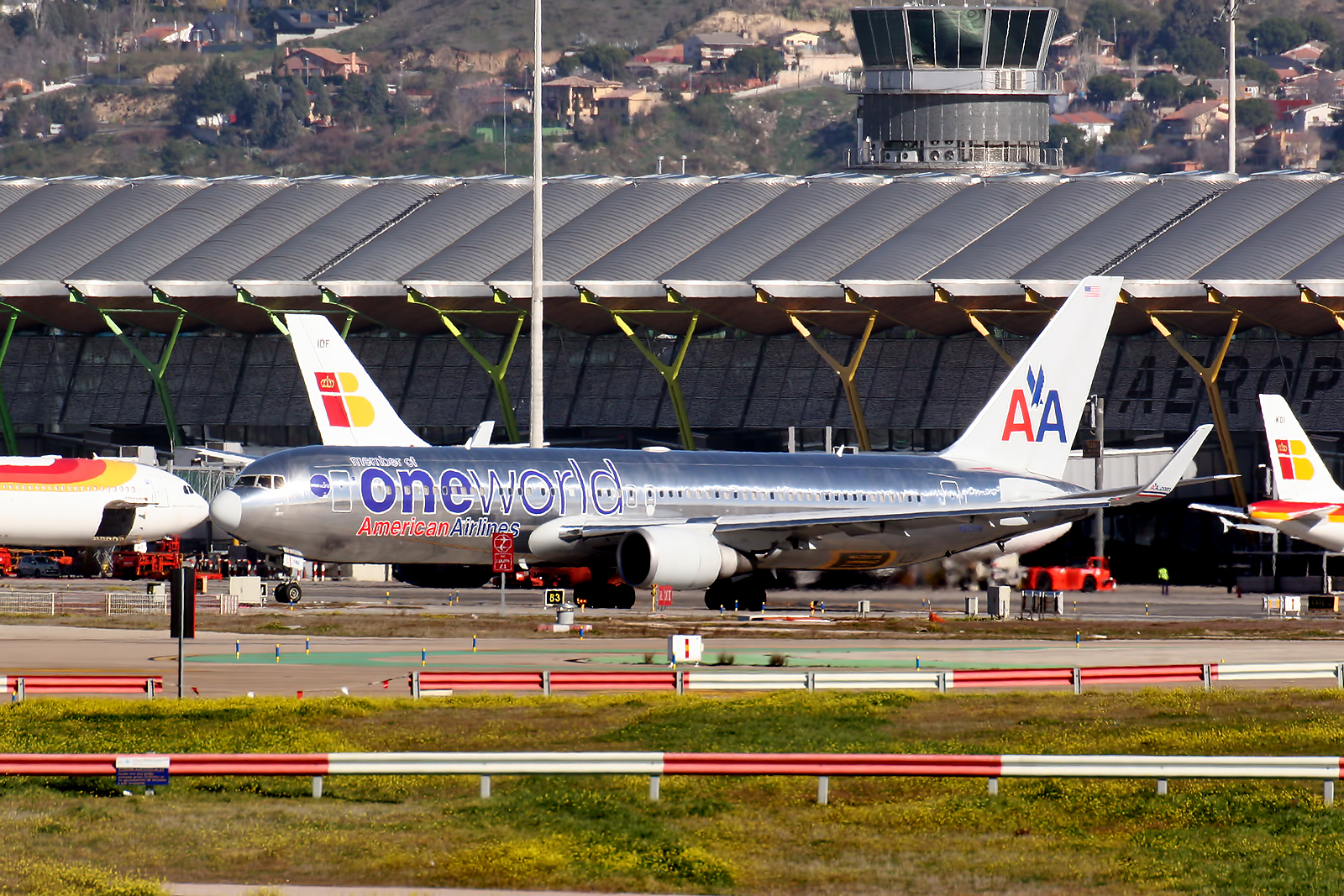
An American Airlines Boeing 767-300 in Oneworld alliance colors đang đi trên đường lăn sân bay quốc tế Barajas

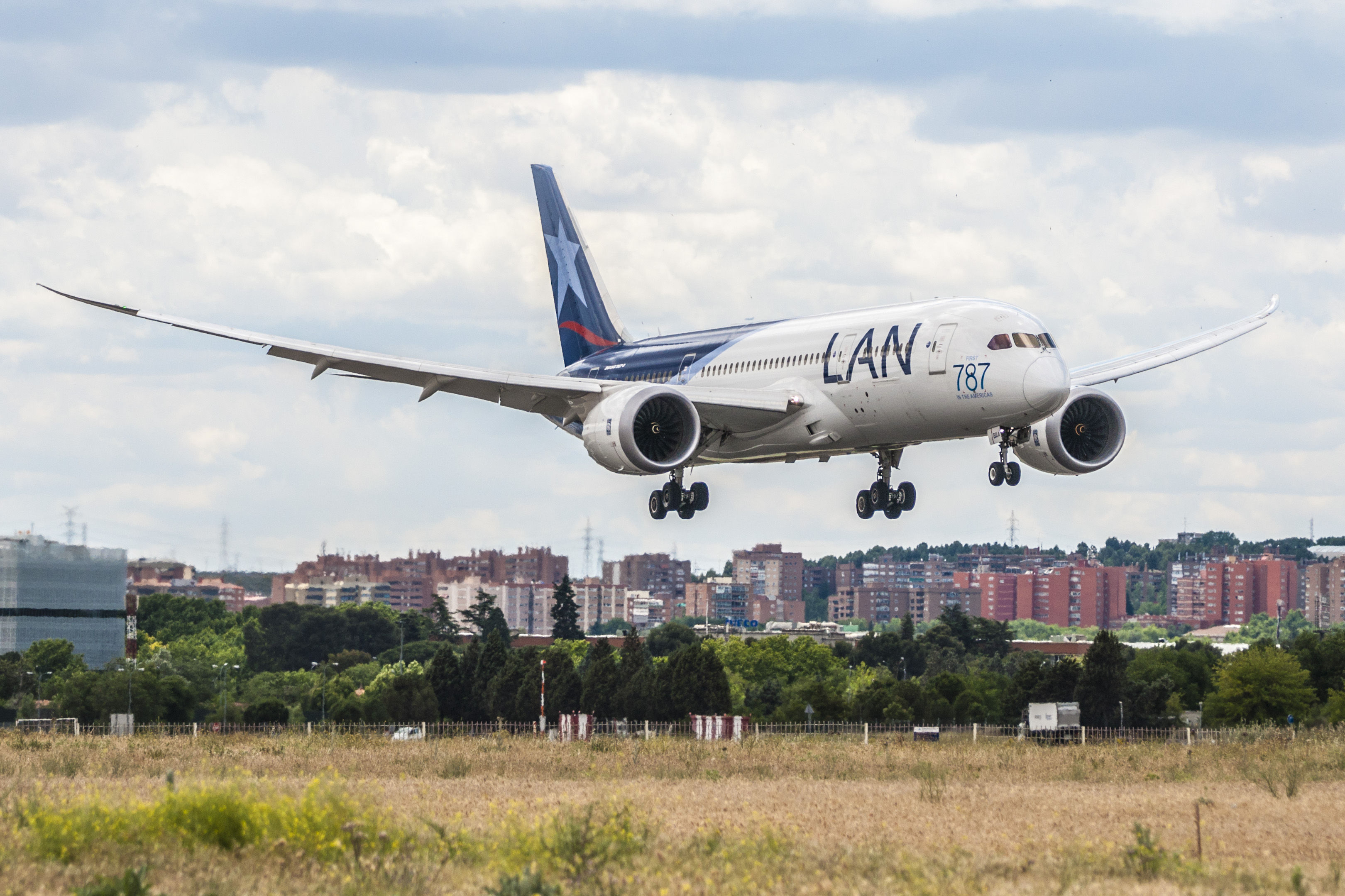
A LAN Airlines Boeing 787 Dreamliner đang hạ cánh tại sân bay quốc tế Barajas

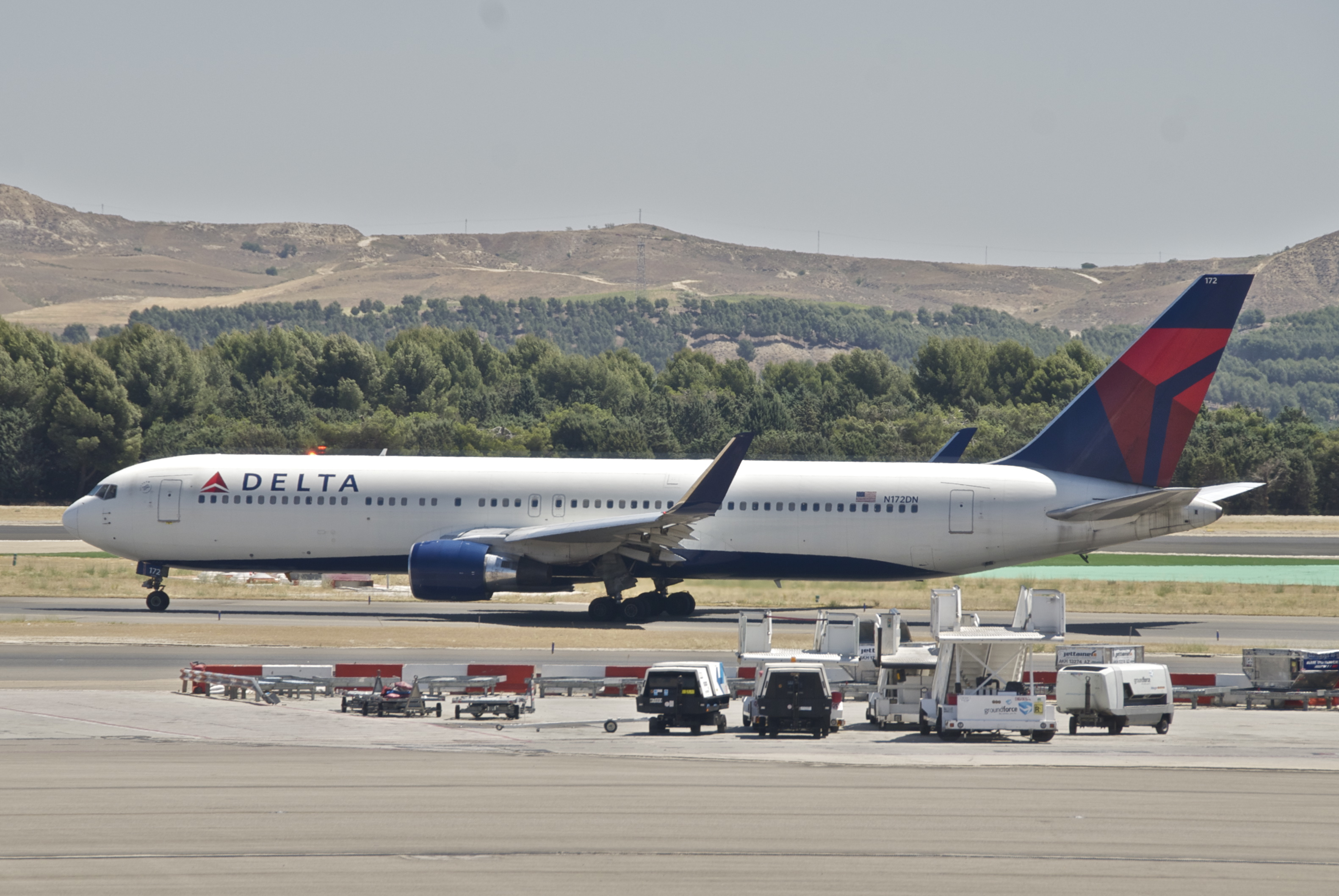
A Delta Air Lines Boeing 767-300 đang đi trên đường lăn sân bay quốc tế Barajas

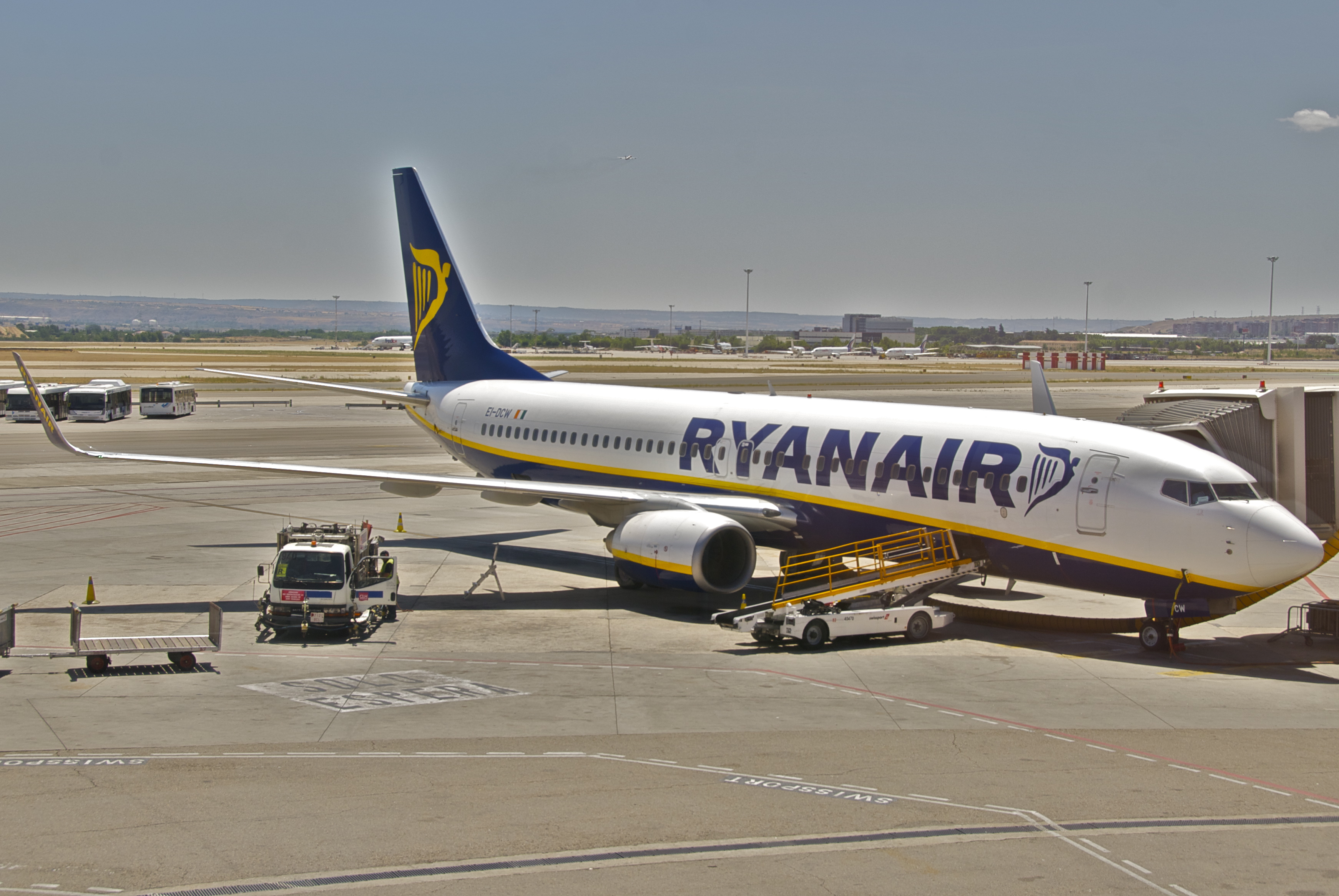
A Ryanair Boeing 737-800 being serviced at the gate

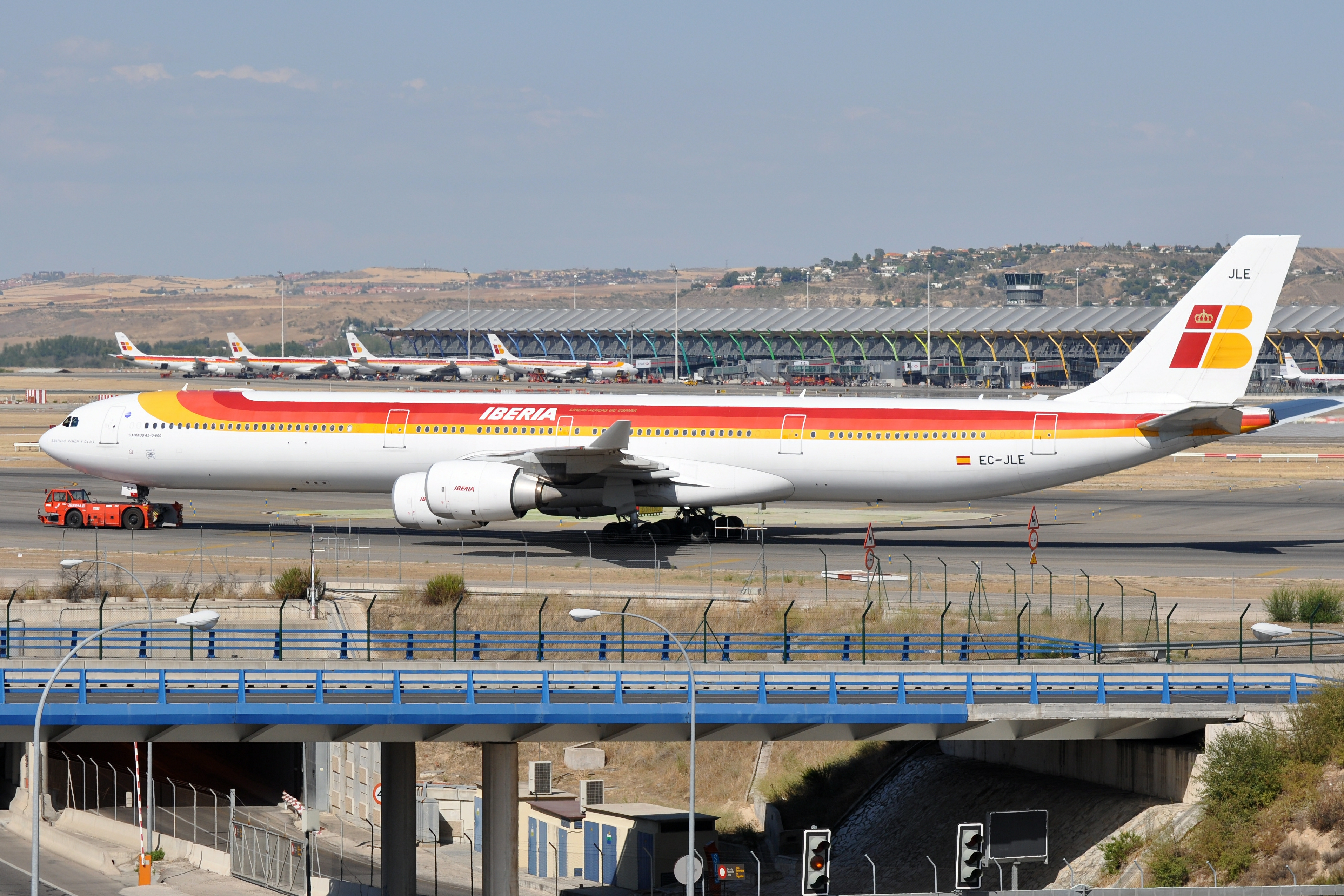
An Iberia Airbus A340 đang đi trên đường lăn sân bay quốc tế Barajas

| Hãng hàng không                                            | Các điểm đến | Terminal            |
| ---------------------------------------------------------- | --- | ------------------- |
| Aegean Airlines                                            | Athens | 2                   |
| Aer Lingus                                                 | Dublin | 1                   |
| Aeroflot                                                   | Moscow–Sheremetyevo | 1                   |
| Aerolíneas Argentinas                                      | Buenos Aires-Ezeiza | 1                   |
| Aeroméxico                                                 | Thành phố México | 1                   |
| Air Algérie                                                | Algiers | 4                   |
| Air Canada                                                 | Mùa đông: Toronto–Pearson | 1                   |
| Air China                                                  | Bắc Kinh-Thủ đô, São Paulo–Guarulhos | 1                   |
| Air Europa                                                 | Buenos Aires-Ezeiza, Cancún, Caracas, Dakar, Havana, La Romana, Lima, London–Gatwick, Miami, Montevideo, New York–JFK, Punta Cana, Salvador da Bahia, San Juan, Santa Cruz de la Sierra, Santo Domingo, São Paulo–Guarulhos, Tel Aviv–Ben Gurion (bắt đầu từ ngày 30 tháng 3, 2015) Mùa đông: Las Vegas | 1                   |
| Air Europa                                                 | Alicante, A Coruña, Amsterdam, Barcelona, Bilbao, Brussels, Copenhagen, Frankfurt, Fuerteventura, Gran Canaria, Ibiza, La Palma, Lanzarote, Milan–Malpensa, Munich, Palma de Mallorca, Sân bay Orly Paris, Rome–Fiumicino, Tenerife–North, Tenerife–South, Vigo Mùa đông: Menorca | 2, 3                |
| Air Europa vận hành bởi Privilege Style                    | Dakar (bắt đầu từ ngày 02 April), Lisbon, Porto, Ouarzazate | 2                   |
| Air Europa vận hành bởi Swiftair                           | Asturias, Badajoz, Bilbao, Málaga, Valencia, Vigo | 2                   |
| Air France                                                 | Paris–Charles de Gaulle | 2                   |
| Air Moldova                                                | Chişinău (bắt đầu từ ngày 9 Tháng 4 năm 2015) | TBD                 |
| Air Transat                                                | Mùa đông: Montréal–Trudeau, Toronto–Pearson | 1                   |
| Alitalia                                                   | Rome–Fiumicino | 2                   |
| American Airlines                                          | Dallas/Fort Worth, Miami, New York–JFK | 4                   |
| Avianca                                                    | Bogotá, Cali, Medellín–Córdova | 4 (To change to T1) |
| Blue Air                                                   | Bucharest | 1                   |
| Boliviana de Aviación                                      | Santa Cruz de la Sierra | 1                   |
| British Airways                                            | London–Heathrow | 4                   |
| British Airways vận hành bởi BA CityFlyer                  | London–City | 4                   |
| Brussels Airlines                                          | Brussels | 2                   |
| Bulgaria Air                                               | Sofia | 4                   |
| Ceiba Intercontinental Airlines vận hành bởi White Airways | Malabo | 4                   |
| Conviasa                                                   | Caracas | 1                   |
| Cubana de Aviación                                         | Havana, Santiago de Cuba | 1                   |
| Czech Airlines                                             | Prague | 4                   |
| Delta Air Lines                                            | Atlanta, New York–JFK | 1                   |
| easyJet                                                    | Berlin–Schönefeld, Bristol, Edinburgh, Lisbon, Liverpool, London–Gatwick, London–Luton, Lyon, Milan–Malpensa, Paris–Charles de Gaulle, Toulouse | 1                   |
| easyJet Switzerland                                        | Basel/Mulhouse, Geneva | 1                   |
| EgyptAir                                                   | Cairo | 1                   |
| El Al                                                      | Tel Aviv–Ben Gurion | 4                   |
| Emirates                                                   | Dubai–International | 4                   |
| Ethiopian Airlines                                         | Addis Ababa | 1                   |
| Etihad Airways                                             | Abu Dhabi (bắt đầu từ ngày 29 Tháng 3 năm 2015) | 4                   |
| Finnair                                                    | Helsinki | 4                   |
| Germanwings vận hành bởi Eurowings                         | Düsseldorf, Hamburg | 1                   |
| Iberia                                                     | A Coruña, Accra, Algiers, Asturias, Athens, Barcelona, Bilbao, Bogotá, Brussels, Buenos Aires-Ezeiza, Cali (bắt đầu từ ngày 3 Tháng 7 năm 2015), Caracas, Casablanca, Sân bay quốc tế Chicago–O'Hare, Dakar, Florence (bắt đầu từ ngày 29 Tháng 3 năm 2015), Geneva, Gran Canaria, Guatemala City, Guayaquil, Hamburg (bắt đầu từ ngày 30 Tháng 3 năm 2015), Havana (tiếp tục lại từ ngày 1 Tháng 6 năm 2015), Istanbul–Atatürk, Lagos, Lima, Lisbon, London–Heathrow, Luanda, Malabo, Marrakesh (bắt đầu từ ngày 1 Tháng 4 năm 2015), Medellín–Córdova (bắt đầu từ ngày 3 Tháng 7 năm 2015), Thành phố México, Miami, Milan-Linate, Milan–Malpensa, Montevideo, Moscow–Domodedovo, Munich, New York–JFK, Oran, Panama City, Sân bay Orly Paris, Prague, Quito, Rio de Janeiro-Galeão, Rome–Fiumicino, San José de Costa Rica, San Salvador, Santa Cruz de la Palma, Santander, Santo Domingo Las Americas, Santiago de Chile, Santiago de Compostela, São Paulo, Tel Aviv–Ben Gurion, Tenerife–North, Tenerife South, Venice–Marco Polo, Vienna, Zürich Mùa đông: Boston, Budapest (bắt đầu từ ngày 2 Tháng 6 năm 2015), Catania (bắt đầu từ ngày 6 Tháng 6 năm 2015), Dubrovnik, Los Angeles, Palermo (bắt đầu từ ngày 23 Tháng 6 năm 2015), Zagreb | 4                   |
| Iberia Express                                             | Amsterdam, Berlin–Tegel, Copenhagen, Dublin, Düsseldorf, Edinburgh (bắt đầu từ ngày 29 Tháng 3 năm 2015), Frankfurt, Fuerteventura, Hanover, Lanzarote, La Palma, London–Gatwick (bắt đầu từ ngày 29 Tháng 3 năm 2015), Lyon (bắt đầu từ ngày 29 Tháng 3 năm 2015), Málaga, Manchester (bắt đầu từ ngày 8 Tháng 9 năm 2015), Nantes (bắt đầu từ ngày 29 Tháng 3 năm 2015), Naples (bắt đầu từ ngày 1 Tháng 6 năm 2015), Nice (bắt đầu từ ngày 29 Tháng 3 năm 2015), Palma de Mallorca, Paris–Charles de Gaulle (bắt đầu từ ngày 7 Tháng 9 năm 2015), Seville, Stockholm–Arlanda, Stuttgart, Verona (bắt đầu từ ngày 2 Tháng 6 năm 2015), Vigo Mùa đông: Athens, Budapest (bắt đầu từ ngày 2 Tháng 6 năm 2015), Mykonos, Granada, Ibiza, Menorca, Naples, Riga, Santiago de Compostela, St Petersburg | 4                   |
| Iberia Regional vận hành bởi Air Nostrum                   | A Coruña, Alicante, Almería, Bologna, Bordeaux, Düsseldorf, Granada, Ibiza, Jerez de la Frontera, Logroño, Lourdes, Lyon, Marseille, Marrakesh, Melilla, Menorca, Sân bay quốc tế Milan–Malpensa, Munich, Murcia, Nantes, Nice, Palma de Mallorca, Sân bay Orly Paris, Pamplona, Porto, Rabat, San Sebastián, Santander, Santiago de Compostela, Strasbourg, Tangier, Toulouse, Turin, Valencia, Vigo Mùa đông: Asturias, Catania, Corfu, Faro (bắt đầu từ ngày 1 Tháng 6 năm 2015), Frankfurt, Geneva, Heraklion, La Palma, Lanzarote, Lisbon, Malta, Olbia, Palermo, Santorini, Split, Venice, Vienna | 4                   |
| Icelandair                                                 | Mùa đông: Reykjavík–Keflavík | 2                   |
| KLM                                                        | Amsterdam | 2                   |
| Korean Air                                                 | Seoul–Incheon | 1                   |
| LAN Airlines                                               | Frankfurt, Santiago de Chile | 4                   |
| LAN Ecuador                                                | Guayaquil | 4                   |
| LAN Perú                                                   | Lima | 4                   |
| LOT Polish Airlines                                        | Warsaw–Chopin | 2                   |
| Lufthansa                                                  | Frankfurt, Munich | 2                   |
| Luxair                                                     | Luxembourg | 4                   |
| Meridiana                                                  | Naples | 4                   |
| Norwegian Air Shuttle                                      | Birmingham (bắt đầu từ ngày 29 Tháng 3 năm 2015), Copenhagen, Hamburg, Helsinki, London–Gatwick, Nice (bắt đầu từ ngày 29 Tháng 3 năm 2015), Oslo–Gardermoen, Stockholm–Arlanda, Warsaw–Chopin Mùa đông: Catania (bắt đầu từ ngày 4 Tháng 4 năm 2015), Dubrovnik (bắt đầu từ ngày 31 Tháng 3 năm 2015), Malta | 1                   |
| Pegasus Airlines                                           | Istanbul–Sabiha Gökçen | 1                   |
| Pullmantur Air                                             | Cancún, Punta Cana | 1                   |
| Qatar Airways                                              | Doha | 4                   |
| Royal Air Maroc                                            | Casablanca, Marrakesh | 4                   |
| Royal Air Maroc Express                                    | Casablanca, Tangier | 4                   |
| Royal Jordanian                                            | Amman-Queen Alia | 4                   |
| Ryanair                                                    | Alghero, Beauvais, Bergamo, Berlin–Schönefeld (bắt đầu từ ngày 29 Tháng 3 năm 2015), Bologna, Bratislava (bắt đầu từ ngày 30 Tháng 3 năm 2015), Bremen, Bucharest (bắt đầu từ ngày 29 Tháng 3 năm 2015), Budapest, Catania, Charleroi, Cologne/Bonn, Copenhagen (bắt đầu từ ngày 2 Tháng 9 năm 2015), Dublin, Eindhoven, Fes, Fuerteventura, Gran Canaria, Ibiza, Kraków, Lanzarote, London–Stansted, Malta, Manchester, Marrakesh, Marseille, Palma de Mallorca, Pisa, Porto, Rabat, Rome–Ciampino, Santiago de Compostela, Tangier, Tenerife–North, Tenerife–South, Vilnius (bắt đầu từ ngày 29 Tháng 3 năm 2015), Warsaw-Modlin Mùa đông: Cagliari, Menorca, Moss, Palermo | 1                   |
| SATA International                                         | Mùa đông: Ponta Delgada Mùa đông thuê chuyến: Terceira | 2                   |
| Saudia                                                     | Jeddah, Riyadh | 1                   |
| S7 Airlines                                                | Moscow–Domodedovo | 4                   |
| Swiss International Air Lines                              | Geneva, Zürich | 2                   |
| TAM Airlines                                               | São Paulo–Guarulhos | 4                   |
| TAP Portugal                                               | Porto, Lisbon Mùa đông: Funchal | 2                   |
| TAROM                                                      | Bucharest | 4                   |
| Thai Airways                                               | Bangkok–Suvarnabhumi (kết thúc từ ngày 7 Tháng 9 năm 2015) | 1                   |
| Transavia.com                                              | Eindhoven, Rotterdam | 1                   |
| Transavia.com France                                       | Nantes (bắt đầu từ ngày 12 Tháng 4 năm 2015), Paris–Orly | 1                   |
| Tunisair                                                   | Tunis | 1                   |
| Turkish Airlines                                           | Istanbul–Atatürk | 1                   |
| Ukraine International Airlines                             | Kiev-Boryspil Mùa đông: Lviv (bắt đầu từ ngày 21 Tháng 6 năm 2015) | 4                   |
| United Airlines                                            | Newark Mùa đông: Washington–Dulles | 1                   |
| Vueling                                                    | Barcelona, Florence, Paris–Charles de Gaulle, Sân bay quốc tế Rome–Fiumicino Mùa đông: Bucharest, Ibiza, Malta, Menorca | 4                   |
| Wamos Air                                                  | Thuê chuyến: Aruba, Athens, Bologna, Bogotá, Helsinki, Malmö, Santa Cruz de la Sierra, Santo Domingo, Tallinn, Trondheim Mùa đông Thuê chuyến: Miami, Denpasar/Bali | 1                   |
| Wizz Air                                                   | Bucharest, Budapest, Cluj-Napoca, Sofia, Târgu Mureș, Timişoara | 1                   |

### Hàng hóa
| Hãng hàng không                           | Các điểm đến |
| ----------------------------------------- | --- |
| Atlantic Airlines                         | Liège |
| DHL Aviation                              | Thủ đô-Bắc Kinh, Casablanca, Copenhagen, East Midlands, Frankfurt, Leipzig/Halle, London–Heathrow, Miami, Milan–Malpensa, Paris–Charles de Gaulle  |
| DHL Aviation vận hành bởi EAT Leipzig     | Leipzig/Halle |
| FedEx Feeder vận hành bởi Air Contractors | Dublin, Paris–Charles de Gaulle |
| Gestair Cargo                             | Frankfurt, Gran Canaria, Tenerife North |
| IAG Cargo                                 | Bogota, Buenos Aires, Lima, London–Heathrow, Thành phố México, New York–JFK, Santiago de Chile, São Paulo–Guarulhos                                |
| Qatar Airways                             | Doha |
| Swiftair                                  | Algiers, Athens, Barcelona, Casablanca, Gran Canaria, Lisbon, Mallorca, Milan–Malpensa, Paris–Charles de Gaulle, Stockholm–Arlanda, Tenerife North |
| Swiftair vận hành bởi Swiftair Bahrain    | Bahrain |
| TNT Airways                               | Brussels, Liège |
| Turkish Airlines Cargo                    | Algiers, Belgrade, Casablanca, Istanbul–Atatürk |
| UPS Airlines                              | Casablanca, Chicago–O'Hare, Cologne/Bonn, London–Stansted                                                                                          |